# Veldhoven (België)

Veldhoven is een Belgische plaats die zich bevindt op ruim twee kilometer ten noorden van Bocholt en op ruim twee kilometer ten zuidoosten van Lozen. De naam is hetzelfde als de Nederlandse stad Veldhoven.

## Kapel van Veldhoven

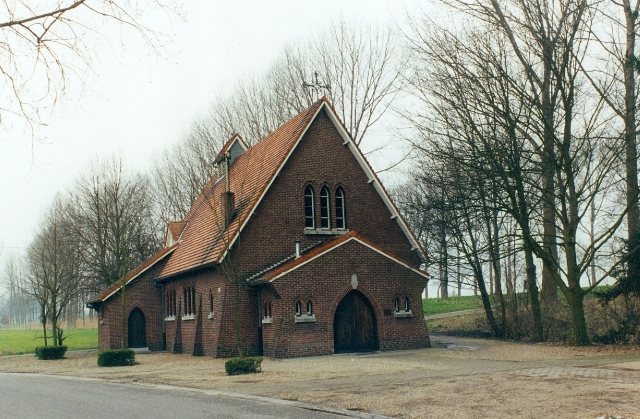
Kapel van Veldhoven / Kapel 18

In deze plaats bevindt zich, aan Kapelstraat 72, de Kapel van Veldhoven, meestal Kapel 18 genoemd naar de nabijgeleden Sluis 18, en ook wel Rutjeskapel of Kapel van Onze-Lieve-Vrouw van Alle Nood genaamd. Vermoedelijk werd hier in de 16e eeuw een kapel opgericht, die in 1617 door doortrekkende soldaten werd verwoest. De kapel werd herbouwd, en in de 18e eeuw werd ze vernieuwd. Ook deze kapel werd door militair geweld verwoest: In 1944 werd ze in brand gestoken, waarbij ook de drie oude linden en de nabijgelegen hoeve Rutjes werden verwoest.
De betreedbare kapel werd in 1950 opnieuw gebouwd, en architect was Dreesen, afkomstig uit Bree.
In de 18e eeuw werd in deze kapel het gotische retabel uit de Sint-Laurentiuskerk  geplaatst, nadat Graaf de Lannoy een nieuw altaar aan de kerk geschonken had. In 1905 werd het retabel weer naar de kerk overgebracht.
Deelgemeenten: Bocholt · Kaulille · Reppel 

Overige plaatsen: Hostie · Lozen · Veldhoven 

Belgische gemeenten · Arrondissement Maaseik · Limburg · Vlaanderen